# Stelis rutrum
Stelis rutrum är en orkidéart som beskrevs av Carlyle August Luer och Roberto Vásquez. Stelis rutrum ingår i släktet Stelis och familjen orkidéer. Inga underarter finns listade i Catalogue of Life.